# Lemony Snicket
Lemony Snicket est l’un des personnages principaux de la série de livres Les Désastreuses Aventures des orphelins Baudelaire, dont il est le narrateur intégré au récit (puisqu'il est l'auteur de la série, Daniel Handler utilisant un pseudonyme). 